# Église vieille-catholique
Cet article concerne une dénomination chrétienne. Pour le traité politique, voir Union d'Utrecht.
 (novembre 2021).
Les expressions Église vieille-catholique, vieux-catholiques et catholicisme-chrétien désignent certains groupes de fidèles qui, depuis 1870, s'affirment catholiques mais refusent les dogmes catholiques de l'infaillibilité pontificale et de la juridiction suprême et universelle de l'évêque de Rome.
Les vieux-catholiques sont souvent rassemblés en Églises autocéphales dont certaines se sont regroupées en communion. En 1889, certaines Églises vieilles-catholiques forment une communion appelée l'Union catholique internationale d'Utrecht, aussi appelée Union d'Utrecht ou Église vieille-catholique, avec pour synode la Conférence internationale des évêques vieux-catholiques (en). Les membres de cette union, particulièrement en Suisse, préfèrent la dénomination Église catholique-chrétienne. Il existe aussi des groupes vieux-catholiques qui ne sont pas membres de l'Union d'Utrecht.

## Définition
L'expression "vieux-catholiques" désigne tous les catholiques qui rejettent les dogmes et les décisions du premier concile du Vatican. C'est à partir du premier concile du Vatican que les Vieux-Catholiques se nomment eux-mêmes ainsi.

## Historique

### Église d'Utrecht

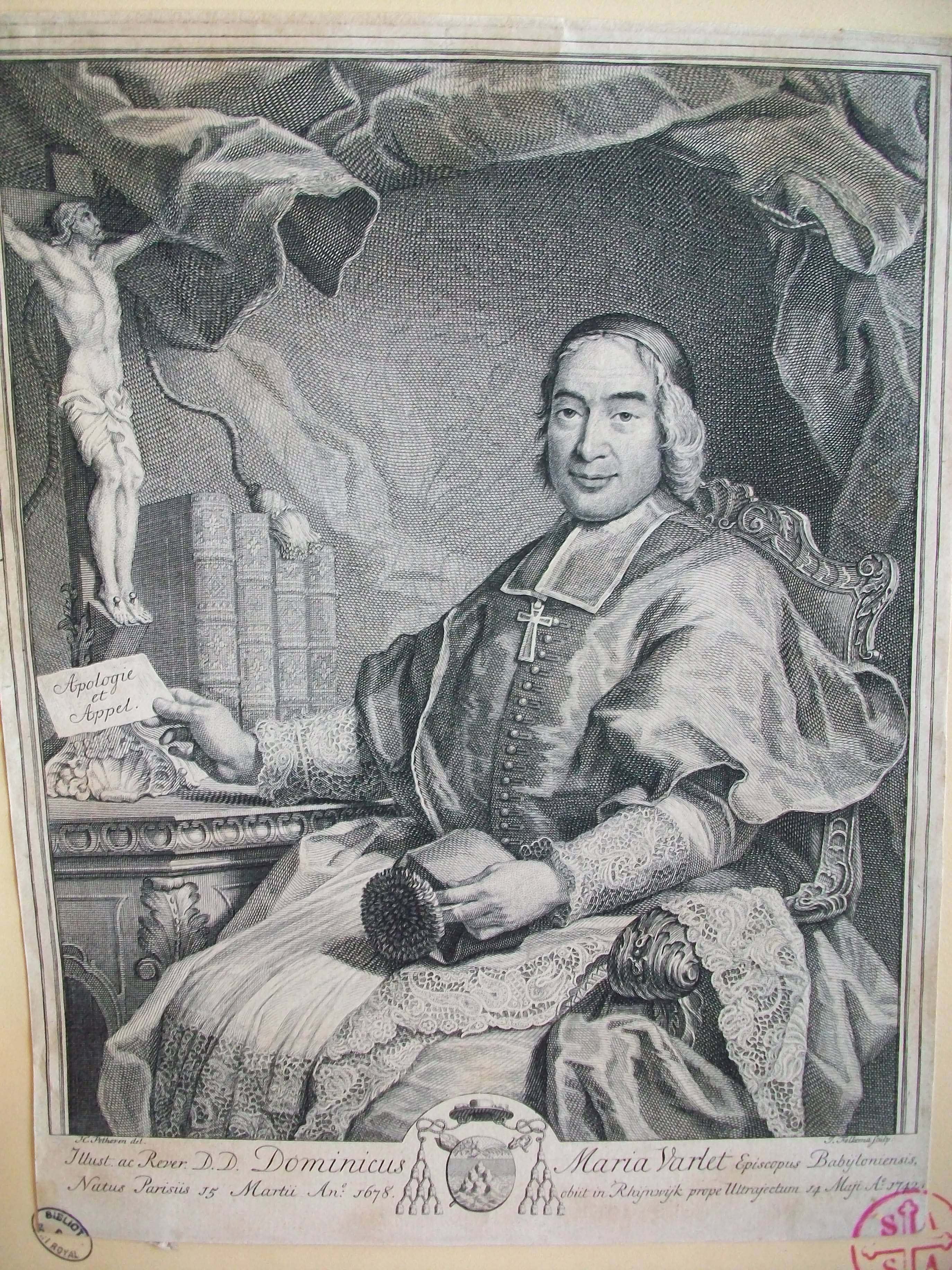
Mgr Dominique-Marie Varlet, consécrateur des premiers archevêques vieux-catholiques d'Utrecht

En 1710, l'Église catholique des Pays-Bas n'a plus d'évêques. Les jansénistes de Port-Royal exilés par Louis XIV trouvèrent refuge aux Pays-Bas. Touché par « l'état d'abandon » de l'Église des Pays-Bas, Dominique-Marie Varlet, un évêque consacré par Bossuet, « confirme des centaines de fidèles et consacre trois évêques port-royaliens ». Le Saint-Siège désapprouva cette action, ce qui valut à Varlet d'être puni d'une suspense.
En 1723, l'Église d'Utrecht est créée. Son premier archevêque est Corneille Steenoven qui fut consacré évêque par Varlet le 15 octobre 1724. Bien que l'Église d'Utrecht eût accueilli un grand nombre de jansénistes, elle n'est elle-même pas janséniste. L'Église d'Utrecht a rejeté la bulle Unigenitus. Elle reconnut le pape comme chef de leur Église, mais le Saint-Siège ne reconnaissait pas cette Église.

### Vieux-catholiques, conséquence de Vatican I
Ignace von Dollinger et Johann Friedrich von Schulte furent les meneurs du courant de rejet de Vatican I, qui plus tard deviendra les Vieux-Catholiques.
Avec l'excommunication d'Ignace von Dollinger le 17 avril 1871, « [l]es Vieux-Catholiques qui se considéraient comme les authentiques représentants du catholicisme furent ainsi conduits à la rupture avec Rome ».
En septembre 1871, un congrès vieux-catholique se tient à Munich. Le congrès, « malgré les réticences de Dollinger », décide de se constituer en dénomination indépendante et d'avoir sa propre messe.
Des Églises vieilles-catholiques s'implantent par la suite sur le territoire de l'ancien Saint-Empire romain, en Suisse et en Autriche.

## Union d'Utrecht
En 1889, une union de ces Églises est établie lors d'une conférence épiscopale à Utrecht sous le nom d'Union d'Utrecht. Cette union regroupa d'abord les Églises vieilles-catholiques des Pays-Bas, d'Allemagne et de Suisse. Par la suite, les Églises vieilles-catholiques d'Autriche, puis de Pologne, de Croatie et de Tchéquie. La communauté gallicane fondée par Hyacinthe Loyson en 1878 se rattacha en 1899 à l'union.
Une Église catholique indépendante du Saint-Siège en Tchécoslovaquie créée après la Première Guerre mondiale rejoint par la suite l'Union d'Utrecht.
L'Union d'Utrecht établit des liens d'intercommunion avec la Communion anglicane en 1931 par l'Accord de Bonn (Bonn Agreement).

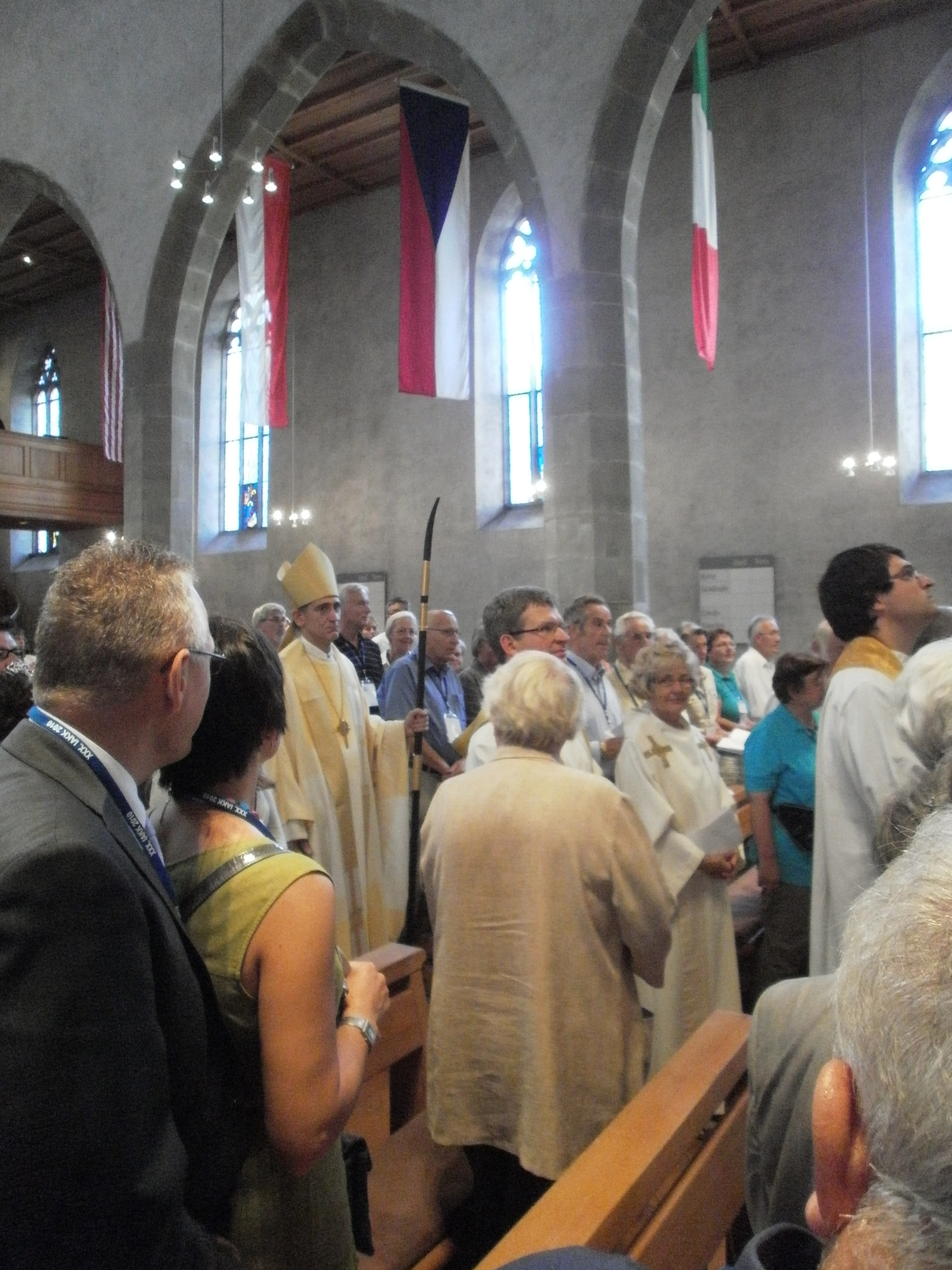
Procession d'entrée de la messe inaugurale du Congrès international vieux-catholique (Union d'Utrecht) de Zurich en août 2010. L'évêque est, primat de l’Église catholique-chrétienne de la Suisse (Union d'Utrecht).

### Aujourd'hui

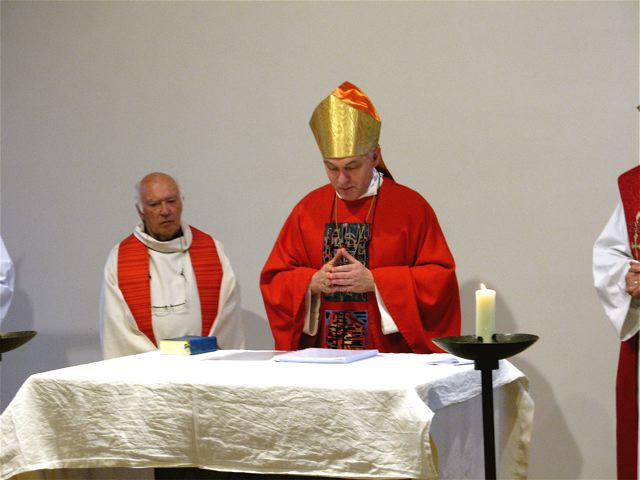
, évêque vieux-catholique de Haarlem de l'Église vieille-catholique des Pays-Bas (Union d'Utrecht), lors de sa visite en France en juin 2011 avec les séminaristes de Pays-Bas, célèbre la messe aux côtés de Bernard Vignot, prêtre vieux-catholique français.

En 1980, l'Union d'Utrecht était active dans une vingtaine de pays et comptait environ 500 000 fidèles et 600 paroisses. L'Union d'Utrecht est en communion avec l'Église d'Angleterre.

### Doctrine
La déclaration d'Utrecht déclare croire en la citation de Vincent de Lérins qui dit : « Il faut veiller avec le plus grand soin à tenir pour vrai ce qui a été cru partout, toujours et par tous ; car ceci est vraiment et proprement catholique [universel] ». La déclaration dit que de ce fait l'Union d'Utrecht « persist[e] dans la foi de l'Église primitive ».
L'Union d'Utrecht a pour « primat d'honneur » l'archevêque d'Utrecht. Elle admet le mariage des prêtres. Elle administre la communion sous les deux espèces et « a une conception particulière de la présence eucharistique qu'il faudrait mieux appeler transvaluation plutôt que transsubstantiation ». Elle considère que la messe est l'actualisation de l'unique sacrifice de Jésus Christ. L'Union permet la confession auriculaire mais cette dernière n'est pas obligatoire. L'Union d'Utrecht reconnaît les sept sacrements ; sa particularité est de reconnaître le baptême et l'eucharistie comme des sacrements majeurs et de considérer les cinq autres comme mineurs.
L'Union d'Utrecht rejette les dogmes de l'Immaculée Conception, de l'infaillibilité papale, de la suprématie universelle papale et de l'Assomption de la Vierge Marie.
La liturgie se fait dans les langues nationales ; les vêtements liturgiques utilisés sont ceux de l'Église catholique, que l'Union a conservés. Les laïcs peuvent participer à la « direction temporelle de l'Église ». La discipline de l'Union est « régie par la discipline fixée » le 24 septembre 1899 lors de la fondation de l'Union d'Utrecht.

## Organisations

### Union d'Utrecht
- Églises membres :
  - Église vieille-catholique des Pays-Bas
  - Diocèse catholique des vieux-catholiques en Allemagne
  - Église vieille-catholique d'Autriche
  - Église vieille-catholique de la République tchèque
  - Église catholique-chrétienne de Suisse
  - Église polonaise-catholique
- Églises et paroisses dépendantes, sous la tutelle directe de la Conférence internationale des évêques vieux-catholiques (en) :
  - Mission vieille-catholique de France
  - Église vieille-catholique de Croatie
  - Église vieille-catholique en Italie
  - Église vieille-catholique en Suède et Danemark
  - Église polonaise-catholique du Canada
- Iglesia Antigua Colombiana (es)

### Autres Églises et unions
- Union de Scranton (en) (2008)
- Église mariavite (1893)

## Banques de données
- Notices dans des dictionnaires ou encyclopédies généralistes :   - Britannica
  - Dictionnaire historique de la Suisse
  - Universalis
- Notices d'autorité :   - VIAF
  - LCCN
  - GND
  - Israël
  - Norvège
  - Tchéquie